# Cézac (Lot)
 Cézac  (en occitano Cesac) es una población y comuna francesa, situada en la región de Mediodía-Pirineos, departamento de Lot, en el distrito de Cahors y cantón de Castelnau-Montratier.

## Demografía
| 182 | 137 | 143 | 146 | 144 | 146 |
| Para los censos de 1962 a 1999 la población legal corresponde a la población sin duplicidades (Fuente: INSEE [Consultar]) |     |     |     |     |     |